# Pototan
Pototan è una municipalità di seconda classe delle Filippine, situata nella Provincia di Iloilo, nella Regione del Visayas Occidentale.
Pototan è formata da 50 baranggay:
- Abangay
- Amamaros
- Bagacay
- Barasan
- Batuan
- Bongco
- Cahaguichican
- Callan
- Cansilayan
- Casalsagan
- Cato-ogan
- Cau-ayan
- Culob
- Danao
- Dapitan
- Dawis
- Dongsol

- Fernando Parcon Ward (Pob.)
- Fundacion
- Guinacas
- Guibuangan
- Igang
- Intaluan
- Iwa Ilaud
- Iwa Ilaya
- Jamabalud
- Jebioc
- Lay-Ahan
- Lopez Jaena Ward (Pob.)
- Lumbo
- Macatol
- Malusgod
- Nabitasan

- Naga
- Nanga
- Naslo
- Pajo
- Palanguia
- Pitogo
- Polot-an
- Primitivo Ledesma Ward (Pob.)
- Purog
- Rumbang
- San Jose Ward (Pob.)
- Sinuagan
- Tuburan
- Tumcon Ilaya
- Tumcon Ilaud
- Ubang
- Zarrague